# ソルフェージュ
ソルフェージュ（フランス語: solfège）とは西洋音楽の学習において楽譜を読むことを中心とした基礎訓練のことである。類義語にリトミックがあり、どちらも広い意味においては音楽を学ぶ者すべてがその専門にかかわらず修めるべき基礎訓練全般を指すが、リトミックは体の動きと音とを結びつけたリズムを中心とした訓練を指すのに対し、ソルフェージュは楽譜を中心とした音楽理論を実際の音に結びつける訓練を指す。これらの訓練を通じて得られる能力、特に読譜能力はソルフェージュ能力と呼ばれる。
現在、フランスでは、新しいソルフェージュとして、フォルマシオン・ミュジカル（フランス語: formation musicale）が主流になってきており、パリ音楽院をはじめ、多くのコンセルヴァトワールでは、この名称が使われている。
音楽大学を始めとする養成機関での入試においては、ソルフェージュ能力を計る試験が実施される。

## 読譜
読譜とは、楽譜を読んでそれを音としてイメージし、実際に歌または楽器で演奏することである。
楽譜を読むには、音の高さの要素と、リズムの要素、その他の要素に分離し、それぞれ正確に把握することが必要である。音の高さは、音符に音名または階名を付けること、音程を把握することである。音名または階名には普通ドレミ（イタリア音名）が用いられる。ハ長調以外の場合には移動ド、固定ドなど複数の読み方があるが、どれがいいかは一概に言えないとするのが最近の議論である（英語圏では音名にはアルファベットを用い、階名には半音階が表現可能な移動ドを用いる）。リズムは、長短のほか、拍子の中でどのように位置するのかの把握が必要である。また、強弱記号やアーティキュレーションなどが付されていれば、それらを正確に読みとらなければならない。
また、歌または楽器で演奏するには、ある程度、歌唱法、奏法自体の訓練も必要である。特に歌唱の場合には、イメージした音高を正確に出すことも求められる。
それらに加えて、楽譜が求める、楽譜に書かれていない表現を付けて演奏することが最終的な目標となる。

### 新曲視奏、新曲視唱
楽譜を見て、試演せずに演奏することを、新曲視奏または初見奏などといい、歌唱の場合には新曲視唱、初見視唱などという。読譜訓練には、新曲視奏（視唱）の訓練も含まれる。新曲視奏の場合は、楽譜を初めて読みながら演奏するのであるが、常に1小節から2小節程度先読みすることによって演奏のための準備を行う。また、事前に短時間に曲全体を把握し、演奏しにくい部分などを確かめることも必要である。
音楽学校などの入試の場合は、受験者は部屋に入り、譜面台の上に置かれている楽譜を手に取り、数秒間黙読した後に視唱を行う。曲は大体8小節〜12小節で構成されている。「コールユーブンゲン」 (de:Chorübungen) を基にした曲が多いが、試験では出題者がその場で作曲して出題することもある。

## 聴音
聴音とは、音を聞いて楽譜に書き取ることである。音が鳴っているときにはなるべく簡便な書き方で音をメモにとり、事後に楽譜として整えるといった工夫をする。普通は平均律のピアノで行われる。一般には、まず一回全体を通して奏され、次に4小節ごとに区切って3〜4回奏され、最後に全体を通して奏される、という手順を踏む場合が多く、それぞれ30秒程度ずつ記譜のための間隔があけられる。
音楽大学などの入試科目でも同名の試験科目がある。主に「旋律聴音」・「多声調音」・「和声聴音」の3つを行う。和声は4声が通常であるが、幾つかの種類が存在する。ヨーロッパの音大の聴音には実際に現場の仕事で使われる無調の聴音まで入学試験に出される。
「暗記聴音」や「記憶聴音」というものもあり、4小節ほどの楽曲を数回聴いた後に五線紙に書くというものである。ただし、音を聴いている間は、楽譜に起こすことはもちろん、メモを取ることも禁止されている。
都道府県の行う、教員採用選考試験（音楽）にも頻繁に出題される。そこではピアノや弦楽四重奏などの他、ある県では民族音楽（人の声）の旋律書き取りもあり、非常に高度な技術が要求されている。

### 聴音分析：Höranalyse（独）
ヨーロッパの音大で行われている実践に即したゼミナールで、実際に既成の音楽をCD等で同じ部分を数秒間だけ何回も聞かせながら音楽の構造を明らかにさせ、それについて多くを語れるように訓練する教育のこと。実際に音楽会などで曲を聞く場合には楽譜などは手元になく、あったとしても暗くて見えないので、たとえ評論家でなくともロビーなどで今聴いた音楽について自然に会話できるのが社交の場としては自然であり、また文化政治などの予算などの要求の説明などに大きな効果を発揮しているので最も重要な音楽の科目となっている。

## 理論
音楽理論と実際の音との結びつけも、ソルフェージュの分野のひとつである。音程、リズム、和音などについて、訓練が行われる。音楽理論の教科書の基礎編として「音楽通論」があり、その楽譜などの専門的な説明に「楽典」が位置付けられる。音楽学校などの入試科目でもある。楽典を応用したものが「和声学」や「対位法」・「楽式論」などに該当する。しかしながら実際のソルフェージュの聴音課題では、四声和音など音そのものを聴かずに和声学の理論で解いてしまうことを避けるため、意図的に規則を破って出題することもある。